# Shaltai Boltai
 (avril 2020).
Shaltai Boltai (en russe : Шалтай-Болтай, « Humpty Dumpty ») est le blog du groupe de pirates informatiques Anonymous International. Par métonymie, le groupe est aussi connu sous le nom du blog. Sur une période de 15 mois, il a publié des informations sur les  politiciens  russes à 75 reprises.
En octobre 2016, Vladimir Anikeyev (en russe : Владимир Аникеев), connu sous le manche de « Lewis », considéré comme le chef, a été arrêté et accusé d'accès illégal à des informations sur l'ordinateur du groupe. Outre Anikeyev, cinq autres personnes ont été arrêtées, parmi lesquelles l'un des dirigeants du centre de sécurité de l'information du FSB,Sergei Mikhailov, et son adjoint Dmitri Dokuchaev, ainsi que Ruslan Stoyanov, l'ancien chef du département d'enquête sur les incidents de  Kaspersky Lab .

## Affaire russe
En 2014, le groupe Shaltai Boltai hacke plusieurs téléphones et ordinateurs d'officiels du  Kremlin . Les documents sont rapidement mis sur internet. La presse internationale y découvre plusieurs éléments importants dans le réseau d'influence virtuelle du  Kremlin , notamment le fait que Timour Prokopenko (un officiel), aidé de Konstantion Rykov (un , a influencé les positions de Marine Le Pen : soutien de l'annexion russe de la Crimée